# Grèves de mai-juin 1936 en Alsace
Le 1er mai 1936, des manifestations ouvrières se déroulent du nord au sud de l'Alsace. C'est l'avant-veille du deuxième tour des élections législatives. Les grévistes scandent notamment les revendications :
- semaine de 40 heures
- congés payés pour tous[1]

Dans les urnes, le Front populaire triomphe en France mais c'est un échec en Alsace. L'unique élu du Parti communiste est Alfred Daul, un serrurier de Schiltigheim et candidat dans la circonscription de Strasbourg-Campagne. Autre particularité par rapport au reste de la France, les mouvements de grèves ne démarrent en Alsace que le mardi 9 juin, après les Accords Matignon signés le 8 juin à 1 heure du matin. 

## Mulhouse
Les grèves démarrent à Mulhouse dans le Haut-Rhin. Les ouvriers de deux entreprises de l'industrie chimique de Mulhouse donnent le coup d'envoi et obtiennent immédiatement 12 % d'augmentation des salaires. Le mercredi 10 juin, ce sont les ouvriers de l'entreprise textile Charles Mieg et de la SACM (Société alsacienne de constructions mécaniques) de Mulhouse qui débrayent. Le jeudi 11 juin, les autres entreprises textiles suivent le mouvement, ainsi que les chantiers du bâtiment et les tramelots mulhousiens. Le soir même, les négociations engagées aboutissent avec des augmentations des salaires de 15 % et la promesse de négocier les Conventions collectives. Les directions syndicales appellent à la suspension des grèves qui, pourtant vont se poursuivre dans les entreprises dont la direction refuse l'accord conclu le soir du 11 juin.
Dans les mines de Potasse (minéral) de la région de Wittelsheim, la grève démarre le mercredi 17 juin avec occupation de deux puits.

## Colmar et Strasbourg
Les grèves s'étendent à Colmar et à Strasbourg. Le dimanche 14 juin, un meeting syndical est organisé à Colmar, en présence du maire socialiste de la ville Édouard Richard. Le mardi 16 juin, la grève démarre dans la manufacture Kiener et aboutit à un accord le 24 juin. À Strasbourg, des militants communistes manifestent sur la place Kléber le dimanche 14 juin puis, à partir du lundi 15 juin, les grévistes occupent l'usine Olida, les grands magasins comme Magmod, la Papeterie de la Robertsau. La grève gagne ensuite Erstein, Molsheim (usine Bugatti), Bischwiller, les entreprises de la vallée de la Bruche... Les grèves cessent dès que le patronat s'engage à respecter les Accords Matignon et à négocier des conventions collectives.